# Redlight King
Redlight King — канадско-американская рок-группа, образованная в Гамильтоне, Онтарио, Канада, в 2009 году.

## История

### Карьера
Марк Каспшик сформировал Redlight King в 2009 году с давним соавтором Джулианом Томарином и подписал контракт с Hollywood Records. В 2011 году Каспшик попал в новости из-за того, что ему удалось получить разрешение от Нила Янга на использование сэмпла песни Янга 1972 года «Old Man». Образец включен в песню «Old Man» (первоначально называвшуюся «Hardworking Hands») из его дебютного альбома Something for the Pain, выпущенного 28 июня 2011 года. Old Man занял 17-е место в Billboard Alternative Songs и Номер 26 в Billboard Hot Mainstream Rock Tracks.
Самая успешная песня Redlight King и второй сингл с альбома Something for the Pain "Bullet in My Hand" занял 3-е и 28-е места в чартах Billboard Hot Mainstream Rock Tracks и Alternative Songs соответственно. Redlight King также участвовал в фестивале Rockstar Energy Drink Uproar Festival 2012.
Redlight King выпустили свой второй студийный альбом Irons In The Fire 10 сентября 2013 года. 9 июля 2013 года они выпустили сингл с альбома под названием «Born to Rise». Трек появляется в финальных титрах фильма 2014 года «Draft Day» с Кевином Костнером в главной роли.
"Born To Rise" также использовалась в качестве музыки перед игрой для команды НХЛ "Анахайм Дакс" и их филиала в АХЛ "Сан-Диего Галлз", а также была заглавной песней для художественного фильма "День драфта" с Кевином Костнером в главной роли.

### In Our Blood (2022-настоящее время)
5 мая 2022 года они выпустили первый сингл «In Our Blood». Это заглавная песня к их грядущему альбому In Our Blood. 9 мая было объявлено, что они подписали контракт с немецким лейблом AFM Records, который выпустит альбом.

## Дискография

### Студийные альбомы
- Something for the Pain (2011)
- Irons In the Fire (2013)
- Moonshine (2020)

### Расширенные пьесы
- Helldiver (2015)

### Синглы
- "Old Man" (2011)
- "Bullet in My Hand" (2011)
- "Comeback" (2012)
- "Born to Rise" (2013)
- "Times Are Hard" (2014)
- "Devil's Dance" (2014)
- "Lift the Curse" (2019)
- "Working Man" (Rush cover) (2020)
- "In Our Blood" (2022)

### Клипы
- "Old Man" (2011)
- "City Life" (2011)
- "Bullet In My Hand" (2011)
- "Comeback" (2012)
- "Born to Rise" (2013)
- "Times Are Hard" (2014)
- "Lift the Curse" (2019)
- "Don't Drink the Water" (2020)
- "Long Way to Heaven" (2020)
- "Ain't Going Easy" (2021)
- "In Our Blood" (2022)

### Участие с другими музыкантами
1."Hear Our Battle Cry" - Sonic Hijackers, Redlight King
2."Dig Deep" - Sonic Hijackers, Redlight King
3."Run This Town Tonight" - Sonic Hijackers, Redlight King
4."Hard Life" - Redlight King, Robbery Inc.
5."Save You" - Manafest, Redlight King